# Stronie Śląskie (gmina)

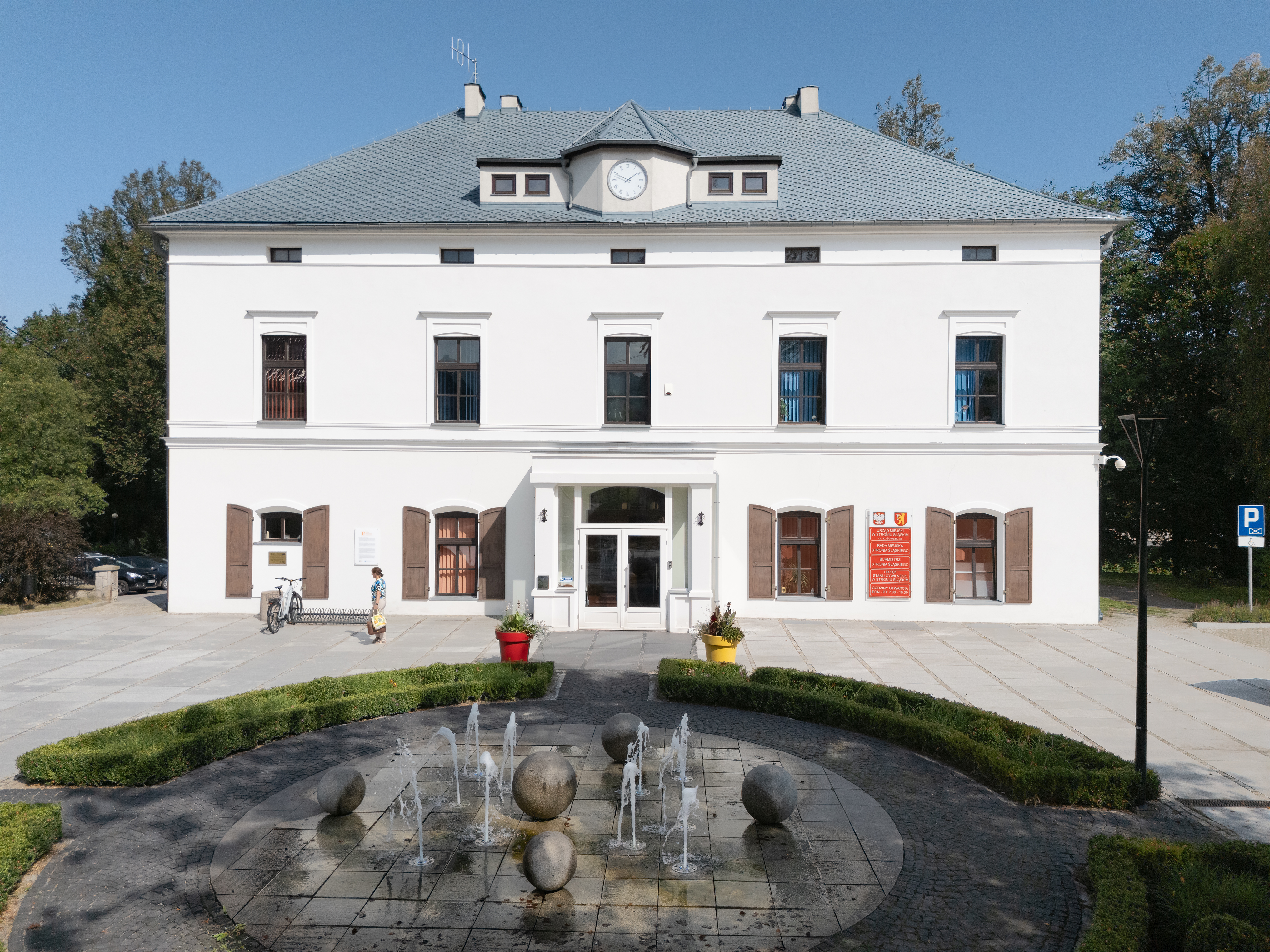

Stronie Śląskie est une gmina mixte du powiat de Kłodzko, Basse-Silésie, dans le sud-ouest de la Pologne, sur la frontière avec la République tchèque. Son siège est la ville de Stronie Śląskie, qui se situe environ 23 km au sud-est de Kłodzko, et 93 km au sud de la capitale régionale Wrocław.
La gmina couvre une superficie de 146,42 km2 pour une population de 7 963 habitants.

## Géographie
La gmina est bordée par les gminy de Bytnica, Cybinka, Gubin, Krosno Odrzańskie et Torzym.

### Liens internes

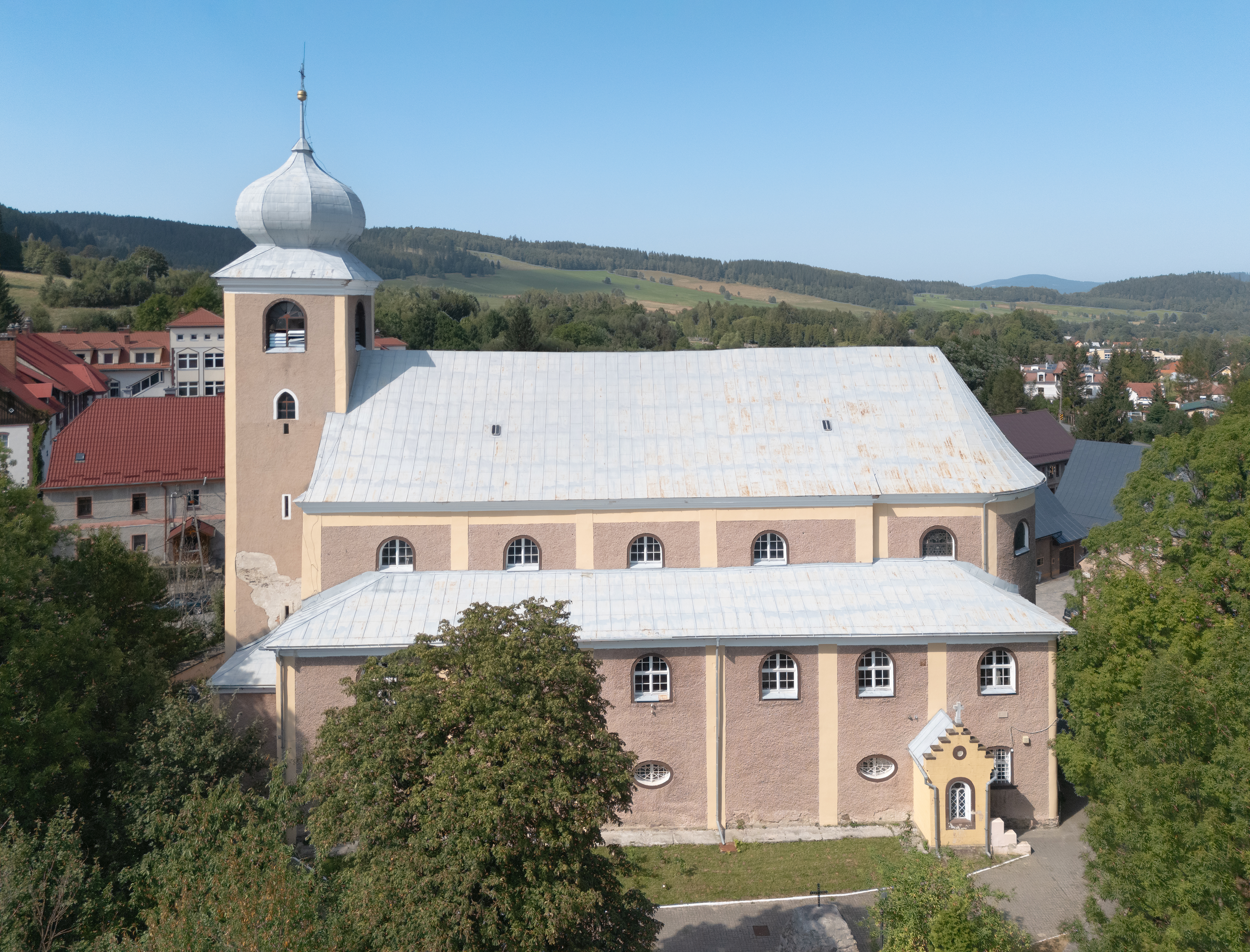